# 김호연 (가수)
김호연(2001년 4월 18일 ~ )은 대한민국의 가수다. 늦둥이 외동아들이다. 별명은 트롯계의 도령이다.

## 생애
굉장히 늦둥이 외동아들이다. 아버지나이 55세,어머니나이 43세에 집안의 큰 사랑과 기대에 늦둥이 아들로 태어났다.
그를 어릴적부터 아는 주변인들이 유튜브나 SNS 댓글을 다는 것에 의하면 어릴적부터 끼가 다분했으며 동네 노래자랑이나 노래하는 자리가 있으면 김호연은 어르신들을 흥겹게 해드리며 끼를 발산했고 오래 알고지낸 주변인들은 그가 뭐가되어도 될것이라 생각했는데 이렇게 가수로의 길을 가는 것은 어찌보면 당연하다고 한다.
김호연은 부모님이 살아오신 이야기를 시작하려하면 눈물부터 펑펑 흘린다. 그를 낳기 전, 자녀 셋을 유산과 출생 후 의료사고로 잃은 아픔이 있었고 그 시기와 맞물려 1997년 외환위기(IMF)의 큰 타격을 받으며 건설사를 상대로 식당 사업을 하고 있던 와중,큰 건설사들의 연이은 부도로 인해 받지 못한 돈이 그당시 수억원에 달한다고 한다.
그런 불행이 닥쳐온 와중 김호연의 아버지는 어릴적 부터 해오던 흑염소 농장을 쭉 운영해오며 전국팔도 안 다닌 곳 없이 염소를 유통 하며 어머니와 함께 무거운 염소를 직접 차에 싣고 유통을 했다고 한다.김호연을 키우며 집안의 우여곡절이 참 많았지만 대쪽같고 확실한 성격의 지금(?)과는 달리 부모님이 고생하신다는 걸 일찍 깨닳은 탓에 사고 한번 안치고 곱게 컸다고 한다.
자세한 가정사까지는 이야기만하면 눈물이 나는 탓에 공개적으로 밝히지는 않았지만 부모님과 출연한 아침마당 도전꿈에무대에서 이야기를 짧게 밝히며 뜨거운 눈물을 흘렸다.
그는 중학생부터 경기민요를 전공했다. 그가 전공한 경기민요는 남자가 굉장히 귀하며 소리를 잘하는 남자 경기민요 소리꾼이 없었는데, 그는 안비취선생의 제자인 박소연명창께 소리를 애초부터 배우며 한길만을 고집하며 열심히 배워왔다. 서울에서 전공하는 학생들의 시샘은 말도 못할 정도로 대단했다고 한다. 전국 각지에서 열리는 전국경창대회에 주말마다 출전하며 금상과 대상을 휩쓸며 얼굴을 알리게 되었는데. 그의 소리만 들어도 박소연명창의 제자라는 것을 심사위원들의 귀에는 들렸다고 한다. 그만큼 선생의 소리를 빼다박은 제자라고 소문이 자자했다.
그런 그가 돌연 트로트가수를 해보겠다며 전향을 하게 되었는데 그의 스승은 의외로 도전해보라고 부추기셨다고 한다. 그에 힘입어 MBC트로트의민족 이라는 경연 프로그램에 등장해 많은이들에게 실력을 인정 받았고 김연자와 진성 이은미도 인정할 정도로 특이한 색깔을 가진 가수가 될 것이라는 이야기를 들었다.
그 프로그램에 출연하며 금잔디 소속사의 대표에게 발탁되어 재학중이던 중앙대학교도 포기하고 트로트가수 연습생으로 돌입했다.
2022년에 데뷔하며 트로트계에서는 인정받는 가수가 되어가고 있다. 그런 그에게는 트로트로 전향하며 많은 고비와 상처가 있었다고 한다. 우울증이 심하게 올만큼 막말을 듣기도 했고 주변에서 "쟤 버려! 저런애가 뭐가 되겠냐?"는 이야기를 소속사 대표에게 했다고 한다.(그 이야기를 직접 전한 대표도 참..)
그의 같은 소속사 가수 별사랑이 진행하는 BTN라디오 '별하나 사랑둘'에 출연하여 지난 이야기를 하며 "정신적으로 굉장히 힘들때 차를 몰고 성산대교를 건너는 도중 이유없이 눈물이 쏟아졌어요. 그때 온갖 우울감이 다 들어서 한강으로 핸들을 틀어버리려고 하더라고요 제가?" 지났으니 웃으며 이야기 하는 그의 모습은 굉장히 짠해보였으며 우울증이 상당히 심하게 있었던 것 같았다.
그는 겉으로는 긍정적인 성격의 소유자로 주변인들이 평하지만 누구보다 여리고 솔직함을 가진 사람이다. 그가 존경하는 분들을 보면 특이하다. 그가 좋아한다고 이야기 한 윤여정과 김혜자, 이 둘은 가수 선배가 아닌 배우이다. 김호연은 "가수선배님도 대단하신 존경할 만한 분들이 계시지만, 저는 장인을 존경하고픈 마음이 크다. 그래서 장인정신을 가지고 계시는 두 배우 선생님들을 존경하고 닮고싶다"는 이야기도 했다.(보기와 다르게(?) 솔직함이 매력이다) 아무튼 확고한 신념과 솔직함을 가진 장인이 되고자 하는 김호연은 언젠가는 성공의 반열에 오를 것이 분명해 보인다.
현역가왕2의 출연했는데 자체평가전에서 다른 가수들에 비해 인지도나 팬수가 적고 제작진의 농락이 눈에 보인 듯 했다. 어찌보면 모질악스러운 악마의 편집으로탈락하게 되었다. 하지만 관계자들에 의하면 트로트가수로서의 실력으로는 젊은 가수들 중 따라올 가수가 없다는 평가이다.
어린 나이에 비해 일찍이부터 겪은 사회 경험과 연세 많으신 부모님을 보며 살아온 탓인지 인간 대 인간으로서 대화함에 있어 굉장히 성숙한 면을 보인다. 그는 집안 대대로 독실한 불자인 듯 하다.(하지만 SNS에서 직접 세차하는 차를 보니 그의 차인 링컨자동차의 로고는 십자가이다..)
같은 소속사 소속가수인 하이량과 절친한 사이이다. 하이량과 김호연은 남매캐미를 돋보이는 절친으로 아침마당 쌍쌍파티에 출연한 적 있다.
그는 누군가를 시키고 지적하기보단 본인이 귀찮아도 직접 하는것이 성격에 맞는 듯 하다. 어릴때부터 자립하여 혼자 해온 것이 많아 보이며 혼자 해내는 것들을 진심으로 즐기는 면이 돋보이는 것 같다.

## 방송
- 트로트의 민족 (2020) - Top15(11위)
- 브이에스 (2023) -
- 현역가왕2 (2024) - Top
- 아침마당 도전꿈의무대 (2024) 2승

## 음반
- 트로트의 민족 1라운드 베스트 Part. 2 (2020)
- 트로트의 민족 2라운드/3라운드 베스트 (2020)
- 호여니 (2022)

## 수상
- 대한민국 문화연예대상 성인가요 신인상 (2023)
- 지역신문의날 문화예술대상 (2023)